# L'Ascension d'un prince marchand
L'Ascension d'un prince marchand est le deuxième tome de La Guerre des serpents, une série écrite par Raymond E. Feist.

## Résumé
De retour à Krondor, Roo cherche à concrétiser son rêve de toujours : devenir riche. Cependant, les nouveaux marchands ne sont pas vu sous un œil très clément et les luttes pour supprimer les rivaux potentiels y sont monnaie courante.
Pendant ce temps les choses s'accélèrent sur le continent de Novindus et une expédition désespérée est organisée afin de tenter d'affaiblir les Panthatians.